# Рудской, Сергей Фёдорович
Серге́й Фёдорович Рудско́й (род. 2 октября 1960, Николаев, Николаевская область, Украинская ССР, СССР) — российский военачальник. Начальник Главного оперативного управления Генерального штаба Вооружённых сил Российской Федерации — первый заместитель Начальника Генерального штаба Вооружённых сил Российской Федерации с 2015 года, генерал-полковник (2017), Герой Российской Федерации (2020). Из-за вторжения России на Украину находится под санкциями всех стран Евросоюза

## Биография
Родился 2 октября 1960 года в Николаеве Николаевской области Украинской ССР.
Отец — Герой Советского Союза Фёдор Андреевич Рудской (1921—1982).
В 1977 году окончил Минское Суворовское военное училище, затем в 1981 году Московское высшее общевойсковое командное училище имени Верховного Совета РСФСР.
Участник чеченской войны, в 1995 году в звании подполковника был командиром 255-го гвардейского мотострелкового Сталинградско-Корсуньского полка.
13 декабря 2012 года присвоено воинское звание генерал-лейтенант.
24 ноября 2015 года назначен начальником Главного оперативного управления Генерального штаба Вооружённых сил Российской Федерации — первым заместителем начальника Генерального штаба Вооружённых сил Российской Федерации.
22 февраля 2017 года присвоено воинское звание генерал-полковник.
Член редакционной коллегии журнала «Военная мысль».

## Международные санкции
29 июня 2022 года был включен в санкционный список Великобритании как генерал, по утверждению британских властей руководивший войсками РФ в Сирии и тем самым способствовавший репрессиям против мирного населения Сирии, оказывая военную поддержку режиму Башара Асада.
23 июня 2023 года, из-за вторжения России на Украину, внесён в санкционный список стран Евросоюза за поддержку действий которые подрывают и угрожают территориальной целостности, суверенитету и независимости Украины. Евросоюз отмечает что Главное оперативное управление, под командованием Рудского, непосредственно способствует и содействует агрессивной войне России против Украины.
23 декабря 2023 года внесён в санкционный список Украины как отвечающий за размещение российских войск на Украине.

## Обвинения в военных преступлениях
В ходе российского нападения на Украину, по данным Human Rights Watch, согласно принципу командной ответственности, Рудской может быть причастен к совершению военных преступлений в ходе боёв и блокады Мариуполя, в частности за нападение, препятствие гуманитарной помощи и эвакуации, а также преступлений против человечности.

## Награды
- Герой Российской Федерации (февраль 2020)
- орден «За заслуги перед Отечеством» II степени с мечами (2018)
- орден «За заслуги перед Отечеством» III степени (2016)
- орден «За заслуги перед Отечеством» IV степени с мечами
- орден Мужества (1996)
- орден «За военные заслуги»
- орден Почёта
- медали СССР и РФ[13]